# Mahommah Baquaqua
Mahommah Gardo Baquaqua foi um homem africano, sequestrado escravizado por traficantes. Nativo de Zooggoo na África Central (atual municipalidade de Djougou, no Benim), um reino tributário do reino de Bergoo, trabalhou no Brasil como cativo, contudo conseguiu fugir para Nova York em 1847 garantindo sua liberdade. Sua biografia foi publicada pelo abolicionista estadunidense Samuel Moore em 1854, seu relato foi fundamental pois revelou detalhes das operações do tráfico negreiro da época.

## Biografia
Baquaqua nasceu em Djougou (atual Benim) entre 1800 e 1830, em uma família muçulmana de proeminência local. Ainda adolescente, participou das guerras de sucessão em Daboya como carregador, junto com o irmão, onde foi capturado e em seguida resgatado.
De volta para Zooggoo tornou-se serviçal de um funcionário local, talvez o chefe de Soubroukou, que ele chama de rei. Ocupando um cargo de confiança junto ao Rei, ele se tornou alvo de inveja e foi aprisionado numa emboscada; sequestrado para o Daomé, teria sido embarcado num navio negreiro em 1845, e levado para Pernambuco, no Brasil.
Baquaqua esteve em Pernambuco por cerca de dois anos. Ele foi escravizado por um senhor que era padeiro (em Olinda), por quem ele foi brutalmente castigado. Trabalhou na construção de casas, carregando pedras, aprendeu o português e chegou a exercer funções como “escravo de tabuleiro”, vendedor externo, função normalmente reservada a escravos de confiança e inteligentes. A dureza do tratamento que recebia fez com que voltasse ao vício do álcool e até que tentasse o suicídio.
Levado para o Rio de Janeiro, foi incorporado à tripulação do navio Lembrança, que fazia transporte de mercadorias com as províncias do sul do Brasil. Uma remessa de café para os Estados Unidos, em 1847, foi seu passaporte para a liberdade. O navio, que chegou a Nova Iorque em junho, foi abordado por abolicionistas locais, que o incentivaram a fugir do navio. Após a fuga, no entanto, foi preso na cadeia local, e apenas a colaboração dos abolicionistas (que facilitaram a fuga da prisão) impediu que fosse restituído ao navio. Foi então enviado ao Haiti, onde passou a viver com o reverendo Judd, um missionário batista.
Convertido e batizado, em 1848, Baquaqua retornou aos Estados Unidos devido à instabilidade política que o Haiti vivia então; estudou no New York Central College, em McGrawville, por quase três anos. Em 1854 foi para o Canadá e sua biografia foi publicada no mesmo ano por Samuel Downing Moore em Detroit.
Não se sabe o que acontece com Baquaqua depois de 1857. Ele estava então na Inglaterra e havia recorrido à Sociedade da Missão Livre Batista Americana para ser enviado como missionário à África. 
Em 2018, a biografia de Mahommah Baquaqua foi apresentada como enredo no carnaval virtual, pelo G.R.E.S.V. Recanto do Beija-flor.